# Simple Minds
Simple Minds – szkocka grupa rockowa, założona w 1977 w Glasgow. Grupę założyli Jim Kerr (wokalista) i Charlie Burchill (gitarzysta). Obecnie, oprócz założycieli, w skład grupy wchodzą: Cherisse Osei (perkusistka), Ged Grimes (basista), Gordy Goudie (gitarzysta), Sarah Brown (wokalistka) oraz Catherine AD (keyboard). Jej największym przebojem jest utwór „Don’t You (Forget About Me)”, skomponowany przez Keitha Forseya ze ścieżki dźwiękowej filmu „Klub winowajców”, w reżyserii Johna Hughesa. Później wykorzystany także w reklamie Fiata.

## Skład

### Aktualni członkowie
- Jim Kerr – wokal (od 1977)
- Charlie Burchill(inne języki) – Gitara, Keyboard (od 1977)
- Cherisse Osei – perkusja (od 2017)
- Ged Grimes(inne języki) – Bas (od 2010)
- Sarah Brown – wokal (od 2017)
- Gordy Goudie – gitara (od 2017)
- Catherine AD – keyboard (od 2017)

## Twórczość
Zespół wyłonił się z formacji punkowej Johnny And The Self-Abusers. Na początku lat 80. stali się jedną z największych europejskich gwiazd nowo powstałego gatunku New Romantic, a utworami Promised you a miracle, Glittering prize oraz Someone, somewhere in summer time zapewnili sobie wysokie miejsca na listach przebojów. Niedługo potem nagrali kolejne jak Speed your love to me czy Waterfront, a w 1985 roku uzyskali światową sławę dzięki ich najbardziej rozpoznawalnej piosence Don’t you (forget about me) nagranej do filmu dla młodzieży Klub Winowajców (ang. The Breakfast Club).
Brzmienie utworów zespołu charakteryzowało się używaniem syntezatora oraz wykorzystywaniem linii gitary elektrycznej bardziej do ozdoby niż prowadzenia utworów, przy skąpej ilości solówek. Teksty utworów dotyczyły głównie marzeń, rzadko mówiły o złych uczuciach.
W drugiej połowie lat 80. Simple Minds zmienili brzmienie przechodząc z New Romantic w Pop-rock, a tekstami na płycie Street Fighting Years podjęli kwestie społeczne i polityczne. Na początku lat 90. zespół był nadal chętnie słuchany w Europie, dużą popularnością cieszyły się utwory typowo pop-rockowe Hypnotized oraz She’s a river. Mimo nagrywania kolejnych płyt, zespołowi nie udało się odzyskać dawnej popularności.

### Byli członkowie
- Michael MacNeil – Keyboard (1978-1989)
- Mel Gaynor – Perkusja (1982–1991; 1997–1998; 2002–2016)
- Andy Gillespie – Keyboard (2002–2005; 2007–2016)
- John Giblin – Bas (1985-1988)
- Derek Forbes – Bas(1978-1985 & 1997-1998)
- Brian McGee – perkusja (1977-1981)
- Duncan Barnwell – Gitara (1978)
- Tony Donald – Bas (1977-1978)
- Eddie Duffy – Bas (1999–2010)
- John Milarky – Gitar, wokal, Saksofon (1977)
- Alan MacNeil – Gitara (1977)
- Mark Schulman – perkusja – Good News from The Next World Tour (1994-1995)
- Malcolm Foster – Bas (1989-1995)
- Peter Vitesse – Keyboard (1990)
- Lisa Germano – skrzypce – Street Fighting Years Tour (1989)
- Robin Clarke – wokal – Once Upon A Time Tour (1985-1986)
- Sue Hadjopolous – Perkusja – Once Upon A time Tour (1985-1986)
- Mike Ogletree – perkusja (1982)
- Kenny Hyslop – perkusja (1981-1982)

## Dyskografia
- 1979 Life in a Day
- 1979 Real to Real Cacophony
- 1980 Empires and Dance
- 1981 Sons and Fascination/Sister Feelings Call
- 1982 Celebration
- 1982 New Gold Dream (81-82-83-84)
- 1984 Sparkle in the Rain
- 1985 Once upon a Time
- 1987 Live in the City of Light
- 1989 Street Fighting Years
- 1991 Real Life
- 1992 Glittering Prize 81/92
- 1995 Good News from the Next World
- 1998 Neapolis
- 1998 The Early Years 1977-1978
- 2000 Our Secrets are the Same
- 2001 Neon Lights
- 2001 The Best of Simple Minds
- 2002 Cry
- 2003 Early Gold
- 2004 Silver Box
- 2005 Black & White 050505
- 2009 Graffiti Soul
- 2014 Big Music
- 2018 Walk Between Worlds
- 2022 Direction of the Heart[1]